# João Ribeiro Gaio
João Ribeiro Gaio (Vila do Conde, ? - Malaca, 1601) foi um bispo católico português de Malaca entre 1578 e 1601.
Foi bispo de Malaca na segunda metade do século XVI, falecendo já no final da centúria. Contemporâneo de dois vilacondenses que muito ilustram a história da sua cidade e a da Igreja — o franciscano frei João de Vila do Conde e o jesuíta Pe. Manuel de Sá —, foi um bispo que não se empenhou no exercício do seu múnus, ao arrepio dos tempos, que eram de Contrarreforma Católica. Deixou o seu nome ligado à genealogia e à geografia.

## Biografia
Em 1582 escreve ao Papa Gregório XIII, queixando-se da falta de meios, sobretudo por o dinheiro não parar onde deve : «Os estipêndios ordinários que Sua Majestade [ Filipe II de Portugal ] concede a todos os ministros eclesiásticos destas terras são pagos por intermédio dos seus oficiais, do que resulta pagarem eles muito mal e só quando lhes apraz ».
Em 1586, segundo o pedido de D. Ribeiro Gaio ao rei de Portugal, um grupo de Dominicanos veio da Metrópole.
Quatro anos depois, o Bispo, pediu a uma nova Ordem missionária, os Agostinhos, que viessem para Malaca.
Encarregou-os da pequena capela de Santo António, perto da porta do mesmo nome (conhecida também por Porta da Madre de Deus) dentro dos muros da Fortaleza a Famosa. Frei Jerónimo da Madre de Deus construíu o mosteiro perto da capela e, durante o episcopado do D. Gonçalo da Silva, sucessor de D. Ribeiro Gaio, foi edificada uma igreja no local da primitiva capela por Frei Antão de Jesus.
Cêrca de 1588, a situação nas Molucas Tinha-se deteriorado. Malaca, situada muito longe daquelas ilhas, não podia prestar grande auxílio no combate contra os maometanos. O único recurso, portanto, era fazer um apêlo aos espanhóis das Filipinas. No fim século XVI, o poder português nas Índias começava a declinar. Ainda por cima apareciam agora os ingleses e holandeses. No começo de Setembro de 1592, Lencaster, de alcunha (pelos portugueses) o capitão Pé de Pau capturou dois navios lusos perto de Pulo Sembilan.
Seis anos depois, em Janeiro, sendo comandante da fortaleza Francisco da Silva de Meneses, veio a Malaca com dois navios Benjamin Wood. Aos 9 do mesmo mês, perto de Pulo Parcelar, na bôca do rio Sungei Langat, uma das naus de Wood, numa batalha com João Gomes Faio, foi metida a pique e a outra, navegando para Bengala, afundou-se. Em 1599, os holandeses chegaram a Achém com a intenção de negociarem com o sultão, mas, depois de serem bem recebidos só por pouco escaparam a um massacre geral.
Mas a presença dos ingleses e holandeses era agora uma realidade, e o princípio da ruína (entre outro ) das missões católicas.
Portugueses e espanhóis deviam unir os seus esforços contra os invasores. Infelizmente, os dois povos, reünidos sob a mesma coroa de Filipe I, desde 1580, nunca puderam viver em boa inteligência : eram inimigos figadais.
A incompatibilidade tornou-se manifesta mesmo entre os missionários e de tal sorte que em Macau, à excepção dos jesuítas, todas as ordens religiosas se recusaram a receber súbditos espanhóis em suas casas.
A esta animosidade se deve imputar, de algum modo, a ruína do Império Português e das Missões Católicas no Extremo Oriente. Em todo o caso, espíritos clarividentes tomaram a peito restabelecer a harmonia e unir os dois povos para o bem comum.
António de Marta, visitador dos jesuítas nas Molucas, e D. Ribeiro Gaio declararam-se a favor do intervenção espanhola nestas ilhas.
Marta, que tinha mantido as missões nas Molucas, morreu prematuramente em 1599, aos 41 anos de idade.
D. João Ribeiro Gaio seguiu-o para o mesmo destino em 1601 segundo uns e segundo outros em 1603.
Não podemos dizer ao certo quando e onde morreu. Tudo que sabemos é o que vem narrado na carta régia de 25 de Janeiro de 1601 para o Vice-rei, D. Aires de Saldanha, acerca do regresso a Portugal do velho Bispo que foi gentilmente recebido por Filipe III da Espanha « não só em atenção à sua idade, mas também porque ele (o Vice-rei) tinha ouvido dizer que ele (o Bispo) tivera contendas com alguns residentes da cidade (Malaca) e ele escreveu-me a queixar-se de não lhe terem sido fornecidas as necessárias comodidades para a volta (a Portugal)».

## Obra escrita
- Roteiro das cousas do Achem. Século XVI, sobre Achem e os portos da costa norueste de Samatra.
- Relacion de Luchen, escrita a El-Rei, obra em 16 capítulos.[2]
- Coplas às armas da nobreza de Portugal.